# 해운대 롯데캐슬 스타
해운대 롯데캐슬 스타(영어: Haeundae Lotte Castle)는 대한민국 부산광역시 해운대구 중동에 위치한 아파트 단지다.

## 같이 보기
- 부산광역시의 마천루 목록